# جمیله شیخی
جمیله شیخی (۹ اردیبهشت ۱۳۰۹ – ۲ خرداد ۱۳۸۰) بازیگر ایرانی بود. او دکترای افتخاری تئاتر داشت. وی مادر آتیلا پسیانی بود.

## زندگی
جمیله شیخی ۹ اردیبهشتِ ۱۳۰۹ در زنجان متولد شد. پدرش جهانگیر نام داشت. از کودکی به تشویق پدر و مادرش که خانواده‌ای فرهنگ‌دوست بودند، در نمایش‌های مدرسه بازی می‌کرد و در دبیرستان به شرکت در جلسات انجمن ادبی و اجرای نمایش می‌پرداخت. او در ابتدا از شاگردان کلاس آواز فاخره صبا بود که سپس صبا وی را به شاهین سرکیسیان معرفی می‌کند و سپس نزد استادان دیگر تئاتر از جمله مهدی فروغ به آموختن و تمرین تئاتر مشغول شد و اوّلین فعالیت حرفه‌ای خود را در سال ۱۳۳۶ با نمایش پدر اثر آوگوست استریندبری آغاز کرد تا اینکه به استخدام رسمی ادارهٔ تئاتر درآمد. 
 در ادارهٔ تئاتر با کمک افرادی چون حمید سمندریان، عزت‌الله انتظامی، عباس جوانمرد، محمدعلی کشاورز و جعفر والی، گروه جدید تئاتر را تأسیس کرد و فعالیت مستمر این گروه باعث آشتی دوباره مردم با تئاتر شد.
در سال ۱۳۳۹ با تله‌تئاتر خودکشی به کارگردانیِ علی نصیریان وارد قاب تلویزیون ملی شد و در سال ۱۳۴۳ به عنوان کارگردان، نمایش قلب سرگشته را برای تلویزیون ساخت. او همزمان با کار در نمایش‌های تک‌پرده‌ای تلویزیون، در تئاترهای مختلف نیز اجرای نقش کرد و با کارگردان‌هایی چون حمید سمندریان، علی نصیریان، عزت‌الله انتظامی، داوود رشیدی، رکن‌الدین خسروی، عباس مغفوریان و جعفر والی همکاری کرد. از معروف‌ترین نمایش‌هایی که بازی کرد می‌توان به ملاقات بانوی سالخورده اثر فریدریش دورنمات به کارگردانی حمید سمندریان، از پشت شیشه‌ها  اثر اکبر رادی و بن‌بست اثر پرویز صیاد به کارگردانی علی نصیریان اشاره کرد.
جمیله شیخی در سال ۱۳۴۵ برای بار دوم با مهدی قریشی معاون دانشکده هنرهای دراماتیک ازدواج کرد، ثمرهٔ این ازدواج دختری به نام آتوسا قریشی است که خواهر ناتنی آتیلا پسیانی است.
شیخی برای نخستین بار در سال ۱۳۵۴ با فیلم خانه‌خراب به کارگردانی نصرت کریمی وارد سینما شد و در سال ۱۳۵۶ در مجموعهٔ تلویزیونی لحظه ساختهٔ محمد صالح‌علا بازی کرد.
در سال ۱۳۶۱ با فیلم قرنطینه ساختهٔ مسعود اسداللهی به عرصهٔ بازیگری سینما بازگشت. بعد از چند تله‌تئاتر، در سال ۱۳۶۴ با سریال طنزآوران جهان ساختهٔ داریوش مؤدبیان در قاب تلویزیون ظاهر شد و در مجموعهٔ تلویزیونی پاییز صحرا ساختهٔ اسدالله نیک‌نژاد، نقش منفی ماندگار مادرشوهر صحرا را بازی کرد اما فعالیت در تئاتر را فراموش نکرد و آن را ادامه می‌داد.
در طی دهه‌های ۱۳۶۰ و ۱۳۷۰، همزمان با بازی در سینما، فعالیت خود را در نمایش‌های تلویزیونی گسترش داد و در تله‌تئاترهای متعدد حضور یافت که به‌یادماندنی‌ترین نقش‌آفرینی او در تله‌تئاتر دکتر فاستوس بر مبنای نمایشنامهٔ معروف کریستوفر مارلو بود و شیخی در نقش مفیستوفلس (پیشکار شیطان) ظاهر شد. همچنین بازیش در فیلم پرنده کوچک خوشبختی ساختهٔ پوران درخشنده دیده شد.
جمیله شیخی برای بازی در فیلم مسافران به کارگردانی بهرام بیضایی در سال ۱۳۷۰ که به‌یادماندنی‌ترین نقش سینمایی اوست، جایزهٔ سیمرغ بلورین بهترین بازیگر نقش اول زن جشنواره فیلم فجر را از دهمین دوره جشنواره بین‌المللی فیلم فجر گرفت.
همچنین در سال ۱۳۷۲ با مجموعهٔ تلویزیونی پدرسالار ساختهٔ اکبر خواجویی در نقش مولود خواهر ملوک، بسیار درخشان ظاهر شد. سپس در سال ۱۳۷۳ بازیگر مهمان مجموعهٔ تلویزیونی همسران ساختهٔ بیژن بیرنگ و مسعود رسام بود.
سال ۱۳۷۵ نیز برای فیلم لیلا به کارگردانی داریوش مهرجویی، جایزهٔ سیمرغ بلورین بهترین بازیگر نقش مکمل زن جشنواره فیلم فجر را از پانزدهمین دوره جشنواره بین‌المللی فیلم فجر به‌دست‌آورد.
سال ۱۳۷۸ در مجموعهٔ تلویزیونی تولدی دیگر ساختهٔ داریوش فرهنگ که از شبکه تهران به نمایش درآمد، حضور پیدا کرد که مورد استقبال قرار گرفت.
سال ۱۳۷۹ مجموعهٔ تلویزیونی پس از باران آخرین حضور تلویزیونی او بود و سال ۱۳۸۰ فیلم کاغذ بی‌خط به کارگردانی ناصر تقوایی آخرین کار سینمایی این بانوی بازیگر پیش‌کسوت بود.

## درگذشت
جمیله شیخی در روز چهارشنبه دوم خرداد ۱۳۸۰ در ۷۱ سالگی بر اثر سکته قلبی درگذشت و در روز ۶ خرداد ۱۳۸۰ در قطعه هنرمندان بهشت زهرا به خاک سپرده شد.

## آثار هنری

### سینمایی
| سال  | نام فیلم           | کارگردان           |
| ---- | ------------------ | ------------------ |
| ۱۳۸۰ | کاغذ بی‌خط          | ناصر تقوایی        |
| ۱۳۷۹ | همسر دلخواه من     | افشین شرکت         |
| ۱۳۷۸ | عینک دودی          | محمدحسین لطیفی     |
| ۱۳۷۷ | بلوغ               | مسعود جعفری جوزانی |
| ۱۳۷۵ | لیلا               | داریوش مهرجویی     |
| ۱۳۷۴ | ماه و خورشید       | محمدحسین حقیقی     |
| ۱۳۷۰ | مسافران            | بهرام بیضایی       |
| ۱۳۶۸ | صنوبرهای سوزان     | عباس شیخ بابایی    |
| ۱۳۶۷ | سفر عشق            | ابوالحسن داوودی    |
| ۱۳۶۶ | پرنده کوچک خوشبختی | پوران درخشنده      |
| ۱۳۶۶ | ویزا               | بهرام ری‌پور        |
| ۱۳۶۶ | پاییزان            | رسول صدرعاملی      |
| ۱۳۶۱ | قرنطینه            | مسعود اسداللهی     |
| ۱۳۵۴ | خانه‌خراب           | نصرت کریمی         |

### تلویزیونی
| سال       | نام                               | سمت           | کارگردان                     | توضیحات |
| --------- | --------------------------------- | ------------- | ---------------------------- | --- |
| ۱۳۷۹–۱۳۷۸ | پس از باران                       | بازیگر        | سعید سلطانی                  | شبکه ۳ |
| ۱۳۷۸–۱۳۷۷ | مرگ در سکوت                       | بازیگر        | شهریار پارسی‌پور              | |
| ۱۳۷۷      | تولدی دیگر                        | بازیگر        | داریوش فرهنگ                 | در نقش «تاج‌الملوک» |
| ۱۳۷۷–۱۳۷۶ | برگبار                            | بازیگر        | اکبر خواجویی                 | شبکه ۳ |
| ۱۳۷۷–۱۳۷۶ | فردا دیر است                      | بازیگر مهمان  | حسن فتحی                     | شبکه ۳ |
| ۱۳۷۶      | تله‌تئاتر «تله موش»                | بازیگر        | حسن فتحی                     | بر اساس داستانی از «آگاتا کریستی» - شبکه ۲ |
| ۱۳۷۶      | خانه ما                           | بازیگر        | سیدمجتبی یاسینی              | این سریال، از برنامه کودک و نوجوان شبکه ۲ پخش می‌شد و نباید آن را با سریال دیگری با همین نام، به کارگردانی «مسعود کرامتی» (۱۳۷۹- شبکه ۳) اشتباه کرد.                                           |
| ۱۳۷۶      | دستی بر آتش                       | بازیگر        | معصومه تقی‌پور                | شبکه ۱ |
| ۱۳۷۵      | تله‌تئاتر «کسب و کار آقای فابریزی» | بازیگر        | محمدرضا خاکی                 | کارگردان تلویزیونی: «مسعود فروتن» |
| ۱۳۷۴      | علی‌آقا ۱۲۱                        | بازیگر مهمان  | محمد صالح‌علا                 | شبکه ۲ |
| ۱۳۷۳      | همسران                            | بازیگر مهمان  | بیژن بیرنگ مسعود رسام        | شبکه ۲ |
| ۱۳۷۲      | پدرسالار                          | بازیگر        | اکبر خواجویی                 | |
| ۱۳۷۲      | تله‌تئاتر «چراغ گاز»               | بازیگر        | پروانه مژده                  | کارگردان تلویزیونی: «ساسان امیرپور» بر اساس داستانی از «پاتریک هامیلتون» |
| ۱۳۷۲      | تله‌تئاتر «فیزیکدان‌ها»             | بازیگر        | رضا کرم‌رضایی                 | شبکه ۲ نویسنده: «فریدریش دورنمات» |
| ۱۳۷۱      | تله‌تئاتر «بازپرس وارد می‌شود»      | بازیگر        | رضا بابک                     | کارگردان تلویزیونی: «مسعود فروتن» |
| ۱۳۷۰      | تله‌تئاتر «زندگی گوته»             | بازیگر        | محمود شولی‌زاده               | در نقش «همسر گوته» |
| ۱۳۶۹      | تله‌تئاتر «مادر»                   | بازیگر        | کارگردان هنری: اسماعیل شنگله | در نقش خانم فنینگ |
| ۱۳۶۷–۱۳۶۸ | پدر                               | بازیگر        | هوشنگ توکلی                  | در ۱۲ قسمت، از شبکه ۱ پخش شد. |
| ۱۳۶۶      | تله‌تئاتر «اقدام به قتل»           | بازیگر        | ابوالحسن داوودی              | |
| ۱۳۶۶      | این شرح بی‌نهایت                   | بازیگر        | اسماعیل خلج حمید حمزه        | کارگردانان تلویزیونی: «بیژن صمصامی» و «شهریار بدیعی» |
| ۱۳۶۴–۱۳۶۵ | پاییز صحرا                        | بازیگر        | اسدالله نیک‌نژاد              | در نقش «ماهرخ» (مادر شوهر صحرا) - شبکه ۱ |
| ۱۳۶۴      | طنزآوران جهان                     | بازیگر        | داریوش مؤدبیان حسین فردرو    | |
| ۱۳۶۴      | تله‌تئاتر «دکتر فاستوس»            | بازیگر        | ایرج راد                     | شبکه ۱ |
| ۱۳۶۴      | تله‌تئاتر «گل یاس»                 | بازیگر        | محمود استادمحمد              | کارگردان تلویزیونی: «مسعود فروتن» |
| ۱۳۶۳      | تله‌تئاتر «دست بالای دست»          | بازیگر        | اسماعیل شنگله                | کارگردان تلویزیونی: «مهوش جزایری» |
| ۱۳۶۲      | تله‌تئاتر «ماه‌پنهان است»           | بازیگر        | خسرو شایسته                  | کارگردان تلویزیونی: «مسعود فروتن» |
| ۱۳۵۶      | لحظه                              | بازیگر        | محمد صالح‌علا                 | در ۱۲۰ قسمت تهیه و پخش شد. |
| ؟         | تله‌تئاتر «ضد الکتریکی»            | کارگردان هنری | جمیله شیخی                   | «محمد مطیع» در آن بازی کرده بود. |
| ۱۳۵۲      | تله‌تئاتر «دوزخ»                   | بازیگر        | پری صابری                    | نویسنده: «ژان-پل سارتر» «فخری خوروش»، «محمدعلی کشاورز» و «عباس یوسفیانی» هم در آن بازی کرده بودند.                                                                                            |
| ۱۳۴۷      | تله‌تئاتر «مسافران»                | بازیگر        | عباس جوانمرد                 | نویسنده: «اکبر رادی» «فرزانه تأییدی» و «جمشید لایق» هم در آن بازی کرده بودند. |
| ۱۳۴۴      | تله‌تئاتر «کلبه‌ای در جنگل»         | بازیگر        | رکن‌الدین خسروی               | نویسنده: «روپرت بروک» «جمشید مشایخی»، «اسماعیل داورفر»، «منوچهر فرید» ، «اسماعیل محرابی» و «گلی مقتدر» هم در این نمایش تلویزیونی بازی کرده بودند.                                             |
| ۱۳۴۳      | تله‌تئاتر «یک کلاغ، چهل کلاغ»      | بازیگر        | ؟                            | «خسرو شجاع‌زاده»، «ظفیره داداشیان»، «محمود رئوفی» ، «فرزانه تأییدی»، «علی نصیریان»، «عزت‌الله انتظامی» و «مهین شهابی» هم در این نمایش تلویزیونی بازی کرده بودند.                                |
| ۱۳۴۳      | تله‌تئاتر «مرداب»                  | بازیگر        | علی نصیریان                  | در مرداد ۱۳۴۳ پخش شد. «فرزانه تأییدی» و «علی نصیریان» هم در این نمایش تلویزیونی بازی کرده بود.                                                                                                |
| ۱۳۴۱      | تله‌تئاتر «دریا روندگان»           | بازیگر        | رکن‌الدین خسروی               | «فرزانه تأییدی»، «هرمز سیرتی»، «شکوه نجم‌آبادی» ، «منوچهر فرید» و «رکن‌الدین خسروی» هم در این نمایش تلویزیونی بازی کرده بودند.                                                                  |
| ۱۳۴۱      | تله‌تئاتر «اسب سفید»               | بازیگر        | رکن الدین خسروی              | «جمشید مشایخی»، «اسماعیل داورفر»، «فخری خوروش» ، «منوچهر فرید» و «رکن‌الدین خسروی» هم در این نمایش تلویزیونی بازی کرده بودند.                                                                  |
| ۱۳۴۰      | تله‌تئاتر «مکتب بیوه‌ها»            | بازیگر        | عزت‌الله انتظامی              | نویسنده: «ژان کوکتو» در دی ماه ۱۳۴۰ پخش شد و «حسن زندی»، «نصرت پرتوی» و «فخری خوروش» هم در آن بازی کرده بودند.                                                                                |
| ۱۳۴۰      | تله‌تئاتر «بن‌بست»                  | بازیگر        | علی نصیریان                  | نویسنده: «پرویز صیاد» «علی نصیریان» هم در آن بازی کرده بود. |
| ۱۳۴۰      | تله‌تئاتر «تابستان طولانی»         | بازیگر        | ؟                            | «علی نصیریان»، «پوران رجبی‌پور»، «محمدعلی کشاورز» و «فرزانه تأییدی»، هم در آن بازی کرده بودند.                                                                                                 |
| ۱۳۳۹      | تله‌تئاتر «ویلای یوکا»             | بازیگر        | عباس جوانمرد                 | نویسنده: «ایزابل شرایبر» در آبان ۱۳۳۹ پخش شد و در آن «محمدعلی کشاورز» ، «اسماعیل داورفر»، «علی نصیریان»، «ایرج تاجبخش» ، «عباس جوانمرد»، «عباس امجدی» و «عزت‌الله انتظامی» هم بازی کرده بودند. |
| ۱۳۳۹      | تله‌تئاتر «پزشک دهکده کوکونیان»    | بازیگر        | علی نصیریان                  | نویسنده: «ماکس روکت» در مهرماه ۱۳۳۹ پخش شد و در آن «عزت‌الله انتظامی» ، «علی نصیریان»، «اسماعیل شنگله» و «نصرت پرتوی» هم بازی کرده بودند.                                                      |
| ۱۳۳۹      | تله‌تئاتر «بعد از سی سال»          | بازیگر        | علی نصیریان                  | در مرداد ۱۳۳۹ پخش شد و در آن «جمشید مشایخی» ، «علی نصیریان»، «جمشید لایق»، «اسماعیل شنگله» و «پرویز کاردان» هم بازی کرده بودند.                                                               |
| ۱۳۳۹      | تله‌تئاتر «خودکشی»                 | بازیگر        | علی نصیریان                  | نویسنده: «روبر دلاور» در تیرماه ۱۳۳۹ پخش شد و در آن «علی نصیریان» و «محمدعلی کشاورز» هم بازی کرده بودند.                                                                                      |

### نمایش‌ها
از جمله نمایش‌هایی که جمیله شیخی در آن‌ها به ایفای نقش پرداخت، می‌توان به «ملاقات با بانوی سالخورده» (حمید سمندریان)، «از پشت شیشه‌ها» (اکبر رادی) و «بن‌بست» (علی نصیریان) اشاره کرد.

## جوایز و افتخارات
- برنده سیمرغ بلورین بهترین بازیگر نقش اول زن از دهمین دوره جشنواره فیلم فجر، به پاس بازی در فیلم مسافران (۱۳۷۰)
- برنده سیمرغ بلورین بهترین بازیگر نقش دوم زن از پانزدهمین جشنواره فیلم فجر، به پاس بازی در فیلم لیلا (۱۳۷۵)[۱۳]